# Frank Werner Veauthier
Frank Werner Veauthier (* 23. Februar 1927 in Saarbrücken; † 27. Januar 2003 ebenda) war ein deutscher Philosoph und Hochschullehrer.

## Leben
Veauthier studierte Philosophie, Theologie und Psychologie an den Universitäten Trier und Bonn. 1953 promovierte er in Bonn bei Oskar Becker. Von 1953 bis 1954 studierte er an der Sorbonne. 1955 engagierte sich Veauthier für die Wiedereingliederung des Saarlandes in die Bundesrepublik Deutschland. 1957 wurde er Dozent an der Peter-Wust-Hochschule in Saarbrücken und übernahm das Kunstreferat im Saarländischen Kulturministerium. 1958 war Veauthier Mitherausgeber des Buches "Das Saarland. Ein Beitrag zur Entwicklung des jüngsten Bundeslandes in Politik, Kultur und Wirtschaft".  Von 1954 bis 1964 war er Leiter der Kulturabteilung des Saarländischen Kultusministeriums. 1961 war er Mitbegründer des Saarländischen Kulturkreises. 1968 wurde Veauthier zum Professor ernannt. Von 1971 bis 1975 war er Rektor der Pädagogischen Hochschule des Saarlandes. Am 25. April 1977 wurde Veauthier mit dem Saarländischen Verdienstorden ausgezeichnet. 1978 wurde er Ordinarius für Philosophie an der Universität des Saarlandes. Forschung und Lehre widmete er im Besonderen der Phänomenologie, dem Neukantianismus, der deutschen und französischen Existenzphilosophie, der Religionsphilosophie, der Frankfurter Schule und  der  Philosophie des Geistes (Leib-Seele-Problem). Weitere Arbeitsschwerpunkte waren Kritischer Rationalismus und die Auseinandersetzung mit dem Marxismus. Anfang der 1980er Jahre gründete er die Arbeitsstelle für Peter Wust Forschung, die 1985 der Universität des Saarlandes angegliedert wurde. Veauthier initiierte Symposien zu Karl Jaspers,  Martin Heidegger und Peter Wust. 1997 erschien sein Buch "Kulturkritik als Aufgabe der Kulturphilosophie".

## Werke (Auswahl)
Ein vollständiger Überblick über alle Veröffentlichungen findet sich in: F. W. Veauthier: Notizen zur Biographie, in: Ekkehard Blattmann (Hrsg.) Peter Wust. Aspekte seines Denkens. Münster 2004 S. 10–12  ISBN 3-8258-7816-3
- Die Seinsanalogie – Analogie des Seins und ontologische Differenz. Freiburg 1953.
- Das Saarland. Ein Beitrag zur Entwicklung des jüngsten Bundeslandes in Politik, Kultur und Wirtschaft. Saarbrücken 1958.
- Film und Traum. in: Gedanken zum Film. Wiesbaden-Biebrich 1962
- Emanzipation und Reflexion. in: Schriften der Pädagogischen Hochschule des Saarlandes, Rede zur Übernahme des Rektorates 1971 S. 21–41.
- Zur Problematik der philosophischen Theologie in: Synopse, Beiträge zum Gespräch der Theologie mit ihren Naturwissenschaften. Festschrift für Ulrich Mann, hrsg. von Gert Hummel, Darmstadt 1975 S. 236–262.
- Zur Selbstaufklärung des Bewusstseins in: bewußt sein. Gerhard Funke zu eigen, hrsg. von Alexius J. Bucher, Hermann Drüe, Thomas M. Seebohm, Bonn 1975 S. 59–75.
- Instrumentelle und praktische Vernunft – das ethische Dilemma der Neuzeit in: Funkkolleg Praktische Philosophie/Ethik: Dialoge Band 1,III, hrsg. von Karl-Otto Apel, Dietrich Böhler und Gerd Kadelbach. Frankfurt 1984 S. 331–382.
- Das religiöse Apriori: Zur Ambivalenz von E. Troeltschs Analyse des Vernunftelements in der Religion in: Kant-Studien, 78. Jg. H. 1 S. 42–63, hrsg. von Gerhard Funke und Rudolf Malter, Berlin / New York 1987
- Vom sozialen Verantwortungsapriori im phänomenologischen Denken in: Zur Rekonstruktion der praktischen Philosophie, Bd.II, 15, Reihe "Spekulation und Erfahrung". Gedenkschrift für Karl-Heinz Ilting, hrsg. von Karl-Otto Apel u. Riccardo Pozzo, Stuttgart-Bad Cannstatt 1990 S. 150–186.
- Vom sozialen Verantwortungsapriori im sozialphänomenologischen Denken Edmund Husserls in: Analecta Husserliana, vol. XXXV, hrsg. von A.-T. Tymieniecka, Dordrecht 1991 S. 141–158.
- Von der sichtbaren Bestätigung der Phänomenologie durch die Malerei in: Festschrift Lorenz Dittmann, hrsg. von Hans-Cord Graf von Bothmer, Klaus Güthlein und Rudolf Kuhn, Frankfurt 1994 S. 95–106.
- als Hrsg.: Karl Jaspers zu Ehren. Symposium anlässlich seines 100. Geburtstages. Heidelberg 1986, ISBN 3-533-03856-4.
- als Hrsg.: Martin Heidegger. Denker der Post-Metaphysik. Symposium anlässlich seines 100. Geburtstags. Heidelberg 1992, ISBN 3-8253-4569-6.
- Kulturkritik als Aufgabe der Kulturphilosophie. Heidelberg 1998, ISBN 3-8253-0599-6.
- als Hrsg.: Ungewissheit und Wagnis. Münster 2004, ISBN 3-8258-7816-3.